# Step Up
Step Up ist ein US-amerikanischer Tanzfilm aus dem Jahr 2006 von Choreografin Anne Fletcher. Die Hauptrollen werden von Channing Tatum und Jenna Dewan gespielt. Der Film wird in Deutschland von Constantin Film verliehen. Er startete im Herbst 2006 in den internationalen Kinos.

## Handlung
Straßentänzer Tyler Gage zerstört mit seinem besten Freund Mac und dessen Bruder Skinny eine Theaterbühne der Maryland School of the Arts, wobei die drei erwischt werden. Tyler deckt seine Freunde und steht somit als alleiniger Täter da. Er wird zu 200 Stunden gemeinnütziger Arbeit verurteilt, die er in der geschädigten Schule abzuleisten hat. Dort trifft er auf die Tänzerin Nora Clark, die für eine bedeutende Aufführung probt. Als ihr Tanzpartner Andrew plötzlich ausfällt und sie keinen passenden Ersatz finden kann, bietet sich Tyler als Aushilfe an und überzeugt sie mit seinem Talent. Doch beide haben private Probleme. Noras Mutter würde ihre Tochter lieber studieren sehen und Tyler verspielt fast seine Freundschaft mit Mac, als dieser herausfindet, dass der wahre Grund dafür, dass Tyler keine Zeit für ihn hat, die Proben für die Aufführung mit Nora sind. Beim Tanzen kommen sich die beiden näher, und als Nora mit ihrem Freund Schluss macht, steht ihren Gefühlen nichts mehr im Wege. Nach einer Party kommt es zwischen Nora und Tyler zu einem ersten Kuss.
Als Andrew, Noras wieder genesener Tanzpartner, zurückkommt, fühlt sich Tyler fehl am Platz und verlässt sowohl Nora als auch die Schule. Allerdings zeigt sich Andrew von der inzwischen sehr anspruchsvollen Choreographie überfordert und Nora steht wiederum ohne Partner da. Als Skinny stirbt, erkennt Tyler, dass es im Leben um mehr geht, als Autos zu klauen. So beschließt er, zu beenden, was er angefangen hat. Er kehrt an die Schule zurück und kämpft dafür, dass Nora die Choreographie tanzen kann, die sie sich wünscht. Nach der Aufführung bekommt Nora ein Angebot, einer renommierten Tanzgruppe beizutreten, und Tyler wird an der Maryland School of the Arts aufgenommen.

## Soundtrack
Der Soundtrack erschien am 11. September 2006 und umfasst 16 Titel. Manche Titel wurden von den Darstellern selbst produziert und gesungen.
1. Bout It – Yung Joc feat. 3LW
 Finalsong
2. Get Up – Ciara feat. Chamillionaire
3. Give It Up To Me – Sean Paul feat. Keyshia Cole
4. Show Me The Money – Petey Pablo
5. 80’s Joint – Kelis
6. Step Up – Samantha Jade
7. Say Goodbye – Chris Brown
8. Dear Life – Anthony Hamilton
9. For The Love – Drew Sidora feat. Mario
10. Ain’t Cha – Clipse feat. Re-Up Gang and Roscoe P. Goldchain
11. I’mma Shine – Youngbloodz
12. Feelin’ Myself – Dolla
13. 'Til The Dawn – Drew Sidora feat. Mario
14. Lovely – Deep Side
15. U Must Be – Gina René
16. Made – Jamie Scott

## Hintergrundinformationen
- Hauptdarstellerin Jenna Dewan und ihr Kollege Channing Tatum spielen auch in Ciaras Musikvideo zur Single Get Up und der Single Give it up to Me von Sean Paul und Keyshia Cole mit. Seit Juli 2009 waren sie verheiratet, ließen sich jedoch im April 2018 scheiden.
- Regisseurin Anne Fletcher hat im Film eine kleine Rolle. Als sich Tyler und Nora zum ersten Mal begegnen, spielt sie die Tanzlehrerin.
- Michael Seresin, Kameramann des Films, hatte ebenfalls eine kleine Rolle im Film. Er spielte einen Verwalter.
- Als Drehort für die fiktive Maryland School of the Arts diente die Booker T. Washington Middle School in Baltimore.[2]
- Am 6. März 2008 kam eine Fortsetzung unter dem Namen Step Up to the Streets (Originaltitel: Step Up 2 the Streets) in die deutschen Kinos. Die Hauptrollen wurden mit Briana Evigan und Robert Hoffman besetzt. Auch Channing Tatum ist zu sehen, er lieferte sich mit Briana Evigan ein Tanzduell.
- 2010 kam der dritte Teil Step Up 3D in die Kinos. Die Hauptrollen wurden von Rick Malambri und Sharni Vinson gespielt, auch Adam G. Sevani, der in Step Up 2 the Streets zu sehen war, spielt im dritten Teil mit.
- Am 27. Juli 2012 war der US-amerikanische Kinostart des vierten Teils der Reihe mit dem Titel Step Up Revolution. Der deutsche Titel lautet Step Up: Miami Heat.
- Am 8. August 2014 kam der fünfte Teil der Reihe mit dem Titel Step Up: All In in die US-amerikanischen Kinos. Der deutsche Kinostart erfolgte am 7. August 2014.
- 2019 erschien der sechste Film mit dem Titel Step Up: Jahr des Tanzes (Year of the Dance) der sich jedoch speziell an den chinesischen Markt richtet.

## Kritiken
„[Das] Regiedebüt der erfolgreichen Choreographin und weniger erfolgreichen Schauspielerin Anne Fletcher […] kommt wie ein Mix aus Dirty Dancing und Save the Last Dance daher. Kein Wunder allerdings, denn für den letztgenannten Film lieferte auch die hier verantwortliche Duane Adler das Drehbuch. Es ist eben doch etwas anderes, ob Anne Flechter nur eine mehr oder weniger gelungene Choreographie inszeniert – wie etwa in Jungfrau (40), männlich, sucht…, Spiel ohne Regeln, … und dann kam Polly – oder aber einen abendfüllenden Spielfilm.“

„Teeniefilm, der mangels formaler und inhaltlicher Originalität nur mit den körperlichen Reizen der beiden Hauptdarsteller zu punkten versteht.“